# Potentilla leucotricha
Potentilla leucotricha là loài thực vật có hoa trong họ Hoa hồng. Loài này được Borbás miêu tả khoa học đầu tiên.